# دم‌دراز بهشتی دم‌نواری
دم‌دراز بهشتی دم‌نواری (نام علمی: Astrapia mayeri) نام یک گونه از سرده دم‌دراز بهشتی است.